# Font Freda (Herba-savina)
La Font Freda és una font del poble d'Herba-savina al municipi de Conca de Dalt, al Pallars Jussà. Antigament pertanyia a l'antic municipi d'Hortoneda de la Conca.
Està situada a 900 m d'altitud, a l'esquerra del riu de Carreu, als peus i al nord del Serrat de l'Oriol.